# Athemus multiimpressus
Athemus multiimpressus là một loài bọ cánh cứng trong họ weekschildkevers (Cantharidae). Loài này được Wittmer miêu tả khoa học năm 1997.